# Vwawa

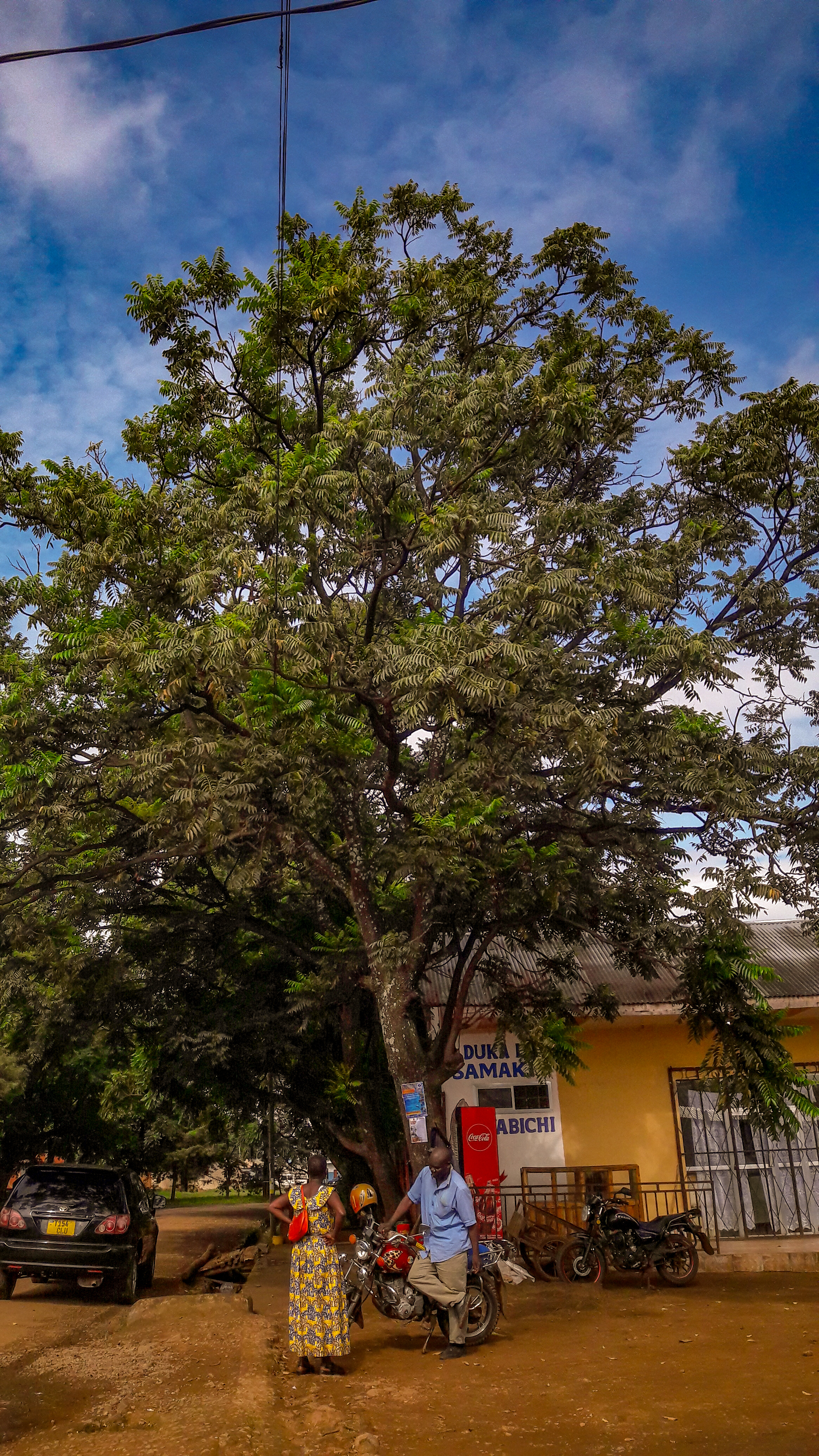
Transport par boda boda à Vvawa.

Vvawa est une ville située dans la région de Mbeya, en Tanzanie.

## Source
- (en) Cet article est partiellement ou en totalité issu de l’article de Wikipédia en anglais intitulé « Vwawa » (voir la liste des auteurs).